# Nerd
A nerd (magyarul kocka, kockafej, stréber) olyan személy, akinek érdeklődése egy bizonyos téma köré csoportosul (pl. sci-fi, fantasy, zene, művészet stb.). Az adott témáról (amelyek leginkább kevéssé ismertek, vagy népszerűtlenek) az illető rengeteget tud (ennek oka, hogy az ideje nagy részét azzal tölti, hogy a témáról rengeteget olvas, tájékozódik), többet, mint az átlagember, de a szociális képességei nem túl fejlettek. Ezért a nerdöket gyakran  kiközösítik, lenézik például az iskolában. Ezek az emberek gyakran szégyenlősek, zárkózottak és unattraktívak.
A szó eredetileg sértő jellegű volt, és sztereotípiának indult, de idővel pozitív értelmet is nyert, olyannyira, hogy maguk a nerd-ök is büszkén viselik a kifejezést. Ennek ellenére a hasonló jelentésű geek és dork szavak nem lettek pozitív jellegűek.

## Etimológia
A szó először Dr. Seuss 1950-es If I Ran the Zoo című könyvében tűnt fel, mint egy kitalált teremtmény neve.  A kifejezés 1951-ben került át a szlengbe. Az 1960-as évekre a szó elterjedt az Egyesült Államokban, sőt Skóciában is.
Az 1960-as évek közepén vagy az 1970-es évek elején nurd vagy gnurd írásmóddal is használták a kifejezést. 
Az 1970-es években a Happy Days című vígjátéksorozat terjesztette el a nerd szót, a műsor ugyanis gyakran használta a kifejezést.

## Kultúra

### Sztereotípia
A nerd sztereotípia miatt sok okos embert ezzel a szóval bélyegeznek meg. Ez a sztereotípia ártalmasnak számít, mivel egyes középiskolai diákok "kikapcsolják az agyukat", azért, hogy ne tűnjenek kockának, illetve egyébként szimpatikus embereket kockafejnek bélyegezzenek, szimplán az intellektusuk miatt. Paul Graham szerint az intellektualitás semleges dolog. Ez azt jelenti, hogy az embert nem szeretik érte, de nem is utálják. Azt is mondta, hogy az ok, amiért az okos gyermekek népszerűtlennek számítanak, az az, hogy "nincs idejük olyan tevékenységeket folytatni, amelyek miatt népszerűek lennének."

### Ábrázolás
A média ábrázolása szerint a kockafejek általában férfiak, gyengének számítanak, illetve vagy túlsúlyosak, vagy rendkívül soványak, a torna hiánya miatt. 
A "A suttyók visszavágnak" című film megjelenése, és a "Family Matters" című televíziós sorozatban feltűnt Steve Urkel nevű karakter miatt a nerd-öket fekete bőrszínnel és egyéb nemzetiséggel (pl. kelet-ázsiai vagy indiai) is elkezdték ábrázolni. A kocka lányok ábrázolása szerint az okos, de nerd lányoknak később szenvedniük kell, ha nem változtatnak a szépségükön.
A kockafejekkel általánosított sztereotípia miatt viselkedésüket gyakran az Asperger-szindrómával vagy egyéb autizmus spektrum zavarral azonosítják.